# 刀承宗

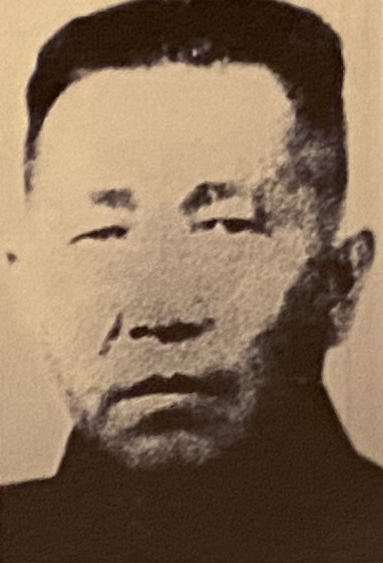
刀承宗

刀承宗（1897年—1969年3月），又名岩捞，傣族，云南勐海人，原勐海土司代办。

## 生平
刀承宗早年在曾担任过、鲊、波朗、叭诰（总头人）等头人职务。1944年勐海土司刀宗汉去世后，其子刀述仁继任为土司。此时刀述仁尚且年幼，刀承宗便被推举为土司代办。抗日战争结束后，刀承宗曾率土司武装与留驻车佛南等地的国民革命军第93师在乡军人展开斗争。1950年中国人民解放军进入车里，刀承宗为解放军担任向导、翻译。
此后，刀承宗曾历任勐海区区长，佛海县副县长、县长，西双版纳傣族自治区副主席兼版纳勐海主席等职。此外，他还担任过云南省人大代表，第二至四届全国政协委员等。文化大革命期间他遭受迫害，1969年3月去世。文革结束后，刀承宗获得平反。